# Frans Francken III.
Frans Francken III. (1607, Antverpy –1667, Antverpy) byl vlámský barokní malíř a nejznámější člen čtvrté generace umělecké rodiny Franckenů.

## Životopis
Frans Francken III. se narodil a zemřel v Antverpách. Byl synem Franse Franckena II. a Elisabeth Placquetové. V roce 1639 se stal mistrem v antverpském cechu svatého Lukáše. V letech 1656 - 66 byl děkanem tohoto cechu.
Byl učitelem Carstiana Luyckxe a Jana Baptisty Segaerta.

## Dílo
Frans Francken III. je známý žánrovými pracemi a portréty, spolupracoval s malířem Pieterem Neeffsem I., do jehož kompozic domalovával postavy. Často spolupracoval i s jeho synem Pieterem Neeffsem II. Figury na jeho obrazech navazují na otcův styl i když jsou mnohdy malované s menší přesností. Byl zručný v aranžování svých postav v kompozici a světle.
Jeho historické obrazy kabinetní velikosti jsou malované ve stylu jeho otce. Byl také silně ovlivněn stylem Rubense, proto také někdy nazýván „Rubensschen Francken“.

## Rodokmen
|  |  |  |  |  |  |                                    |                                    |                                    |                                    |                                    |                                    |  |  | Nicolaes Francken (1515–1596) |                               |                               |                               |                               |                               |  |  |                                     |                                     |                                     |                                     |                                     |                                     |  |  |                                 |                                 |                                 |                                 |                                 |                                 |  |  |                                         |                                         |                                         |                                         |                                         |                                         |  |  |                                     |                                     |                                     |                                     |                                     |                                     |                                 |                                 |                                 |                                 |  |  |
|  |  |  |  |  |  |                                    |                                    |                                    |                                    |                                    |                                    |  |  |                               |                               |                               |                               |                               |                               |  |  |                                     |                                     |                                     |                                     |                                     |                                     |  |  |                                 |                                 |                                 |                                 |                                 |                                 |  |  |                                         |                                         |                                         |                                         |                                         |                                         |  |  |                                     |                                     |                                     |                                     |                                     |                                     |                                 |                                 |                                 |                                 |  |  |
|  |  |  |  |  |  |                                    |                                    |                                    |                                    |                                    |                                    |  |  |                               |                               |                               |                               |                               |                               |  |  |                                     |                                     |                                     |                                     |                                     |                                     |  |  |                                 |                                 |                                 |                                 |                                 |                                 |  |  |                                         |                                         |                                         |                                         |                                         |                                         |  |  |                                     |                                     |                                     |                                     |                                     |                                     |                                 |                                 |                                 |                                 |  |  |
|  |  |  |  |  |  |                                    |                                    |                                    |                                    |                                    |                                    |  |  |                               |                               |                               |                               |                               |                               |  |  |                                     |                                     |                                     |                                     |                                     |                                     |  |  |                                 |                                 |                                 |                                 |                                 |                                 |  |  |                                         |                                         |                                         |                                         |                                         |                                         |  |  |                                     |                                     |                                     |                                     |                                     |                                     |                                 |                                 |                                 |                                 |  |  |
|  |  |  |  |  |  | Hieronymus Francken I. (1540–1610) | Hieronymus Francken I. (1540–1610) | Hieronymus Francken I. (1540–1610) | Hieronymus Francken I. (1540–1610) | Hieronymus Francken I. (1540–1610) | Hieronymus Francken I. (1540–1610) |  |  | Frans Francken I. (1542–1616) | Frans Francken I. (1542–1616) | Frans Francken I. (1542–1616) | Frans Francken I. (1542–1616) | Frans Francken I. (1542–1616) | Frans Francken I. (1542–1616) |  |  | Ambrosius Francken I. (1544–1618)   | Ambrosius Francken I. (1544–1618)   | Ambrosius Francken I. (1544–1618)   | Ambrosius Francken I. (1544–1618)   | Ambrosius Francken I. (1544–1618)   | Ambrosius Francken I. (1544–1618)   |  |  |                                 |                                 |                                 |                                 |                                 |                                 |  |  |                                         |                                         |                                         |                                         |                                         |                                         |  |  |                                     |                                     |                                     |                                     | (Cornelius Francken)                | (Cornelius Francken)                | (Cornelius Francken)            | (Cornelius Francken)            | (Cornelius Francken)            | (Cornelius Francken)            |  |  |
|  |  |  |  |  |  | Hieronymus Francken I. (1540–1610) | Hieronymus Francken I. (1540–1610) | Hieronymus Francken I. (1540–1610) | Hieronymus Francken I. (1540–1610) | Hieronymus Francken I. (1540–1610) | Hieronymus Francken I. (1540–1610) |  |  | Frans Francken I. (1542–1616) | Frans Francken I. (1542–1616) | Frans Francken I. (1542–1616) | Frans Francken I. (1542–1616) | Frans Francken I. (1542–1616) | Frans Francken I. (1542–1616) |  |  | Ambrosius Francken I. (1544–1618)   | Ambrosius Francken I. (1544–1618)   | Ambrosius Francken I. (1544–1618)   | Ambrosius Francken I. (1544–1618)   | Ambrosius Francken I. (1544–1618)   | Ambrosius Francken I. (1544–1618)   |  |  |                                 |                                 |                                 |                                 |                                 |                                 |  |  |                                         |                                         |                                         |                                         |                                         |                                         |  |  |                                     |                                     |                                     |                                     | (Cornelius Francken)                | (Cornelius Francken)                | (Cornelius Francken)            | (Cornelius Francken)            | (Cornelius Francken)            | (Cornelius Francken)            |  |  |
|  |  |  |  |  |  |                                    |                                    |                                    |                                    |                                    |                                    |  |  |                               |                               |                               |                               |                               |                               |  |  |                                     |                                     |                                     |                                     |                                     |                                     |  |  |                                 |                                 |                                 |                                 |                                 |                                 |  |  |                                         |                                         |                                         |                                         |                                         |                                         |  |  |                                     |                                     |                                     |                                     |                                     |                                     |                                 |                                 |                                 |                                 |  |  |
|  |  |  |  |  |  |                                    |                                    |                                    |                                    |                                    |                                    |  |  |                               |                               |                               |                               |                               |                               |  |  |                                     |                                     |                                     |                                     |                                     |                                     |  |  |                                 |                                 |                                 |                                 |                                 |                                 |  |  |                                         |                                         |                                         |                                         |                                         |                                         |  |  |                                     |                                     |                                     |                                     |                                     |                                     |                                 |                                 |                                 |                                 |  |  |
|  |  |  |  |  |  | Isabella Francken (1628–1664)      | Isabella Francken (1628–1664)      | Isabella Francken (1628–1664)      | Isabella Francken (1628–1664)      | Isabella Francken (1628–1664)      | Isabella Francken (1628–1664)      |  |  | Thomas Francken (1574–1625)   | Thomas Francken (1574–1625)   | Thomas Francken (1574–1625)   | Thomas Francken (1574–1625)   | Thomas Francken (1574–1625)   | Thomas Francken (1574–1625)   |  |  | Hieronymus Francken II. (1578–1623) | Hieronymus Francken II. (1578–1623) | Hieronymus Francken II. (1578–1623) | Hieronymus Francken II. (1578–1623) | Hieronymus Francken II. (1578–1623) | Hieronymus Francken II. (1578–1623) |  |  | Frans Francken II. (1581–1642)  | Frans Francken II. (1581–1642)  | Frans Francken II. (1581–1642)  | Frans Francken II. (1581–1642)  | Frans Francken II. (1581–1642)  | Frans Francken II. (1581–1642)  |  |  | Ambrosius Francken II. (1590–1632)      | Ambrosius Francken II. (1590–1632)      | Ambrosius Francken II. (1590–1632)      | Ambrosius Francken II. (1590–1632)      | Ambrosius Francken II. (1590–1632)      | Ambrosius Francken II. (1590–1632)      |  |  |                                     |                                     |                                     |                                     | Hans Francken (1581–after 1610)     | Hans Francken (1581–after 1610)     | Hans Francken (1581–after 1610) | Hans Francken (1581–after 1610) | Hans Francken (1581–after 1610) | Hans Francken (1581–after 1610) |  |  |
|  |  |  |  |  |  | Isabella Francken (1628–1664)      | Isabella Francken (1628–1664)      | Isabella Francken (1628–1664)      | Isabella Francken (1628–1664)      | Isabella Francken (1628–1664)      | Isabella Francken (1628–1664)      |  |  | Thomas Francken (1574–1625)   | Thomas Francken (1574–1625)   | Thomas Francken (1574–1625)   | Thomas Francken (1574–1625)   | Thomas Francken (1574–1625)   | Thomas Francken (1574–1625)   |  |  | Hieronymus Francken II. (1578–1623) | Hieronymus Francken II. (1578–1623) | Hieronymus Francken II. (1578–1623) | Hieronymus Francken II. (1578–1623) | Hieronymus Francken II. (1578–1623) | Hieronymus Francken II. (1578–1623) |  |  | Frans Francken II. (1581–1642)  | Frans Francken II. (1581–1642)  | Frans Francken II. (1581–1642)  | Frans Francken II. (1581–1642)  | Frans Francken II. (1581–1642)  | Frans Francken II. (1581–1642)  |  |  | Ambrosius Francken II. (1590–1632)      | Ambrosius Francken II. (1590–1632)      | Ambrosius Francken II. (1590–1632)      | Ambrosius Francken II. (1590–1632)      | Ambrosius Francken II. (1590–1632)      | Ambrosius Francken II. (1590–1632)      |  |  |                                     |                                     |                                     |                                     | Hans Francken (1581–after 1610)     | Hans Francken (1581–after 1610)     | Hans Francken (1581–after 1610) | Hans Francken (1581–after 1610) | Hans Francken (1581–after 1610) | Hans Francken (1581–after 1610) |  |  |
|  |  |  |  |  |  |                                    |                                    |                                    |                                    |                                    |                                    |  |  |                               |                               |                               |                               |                               |                               |  |  |                                     |                                     |                                     |                                     |                                     |                                     |  |  |                                 |                                 |                                 |                                 |                                 |                                 |  |  |                                         |                                         |                                         |                                         |                                         |                                         |  |  |                                     |                                     |                                     |                                     |                                     |                                     |                                 |                                 |                                 |                                 |  |  |
|  |  |  |  |  |  |                                    |                                    |                                    |                                    |                                    |                                    |  |  |                               |                               |                               |                               |                               |                               |  |  |                                     |                                     |                                     |                                     |                                     |                                     |  |  |                                 |                                 |                                 |                                 |                                 |                                 |  |  |                                         |                                         |                                         |                                         |                                         |                                         |  |  |                                     |                                     |                                     |                                     |                                     |                                     |                                 |                                 |                                 |                                 |  |  |
|  |  |  |  |  |  |                                    |                                    |                                    |                                    |                                    |                                    |  |  |                               |                               |                               |                               |                               |                               |  |  |                                     |                                     |                                     |                                     |                                     |                                     |  |  | Frans Francken III. (1607–1667) | Frans Francken III. (1607–1667) | Frans Francken III. (1607–1667) | Frans Francken III. (1607–1667) | Frans Francken III. (1607–1667) | Frans Francken III. (1607–1667) |  |  | Hieronymus Francken III. (1611–po 1661) | Hieronymus Francken III. (1611–po 1661) | Hieronymus Francken III. (1611–po 1661) | Hieronymus Francken III. (1611–po 1661) | Hieronymus Francken III. (1611–po 1661) | Hieronymus Francken III. (1611–po 1661) |  |  | Ambrosius Francken III. (1614–1662) | Ambrosius Francken III. (1614–1662) | Ambrosius Francken III. (1614–1662) | Ambrosius Francken III. (1614–1662) | Ambrosius Francken III. (1614–1662) | Ambrosius Francken III. (1614–1662) |                                 |                                 |                                 |                                 |  |  |
|  |  |  |  |  |  |                                    |                                    |                                    |                                    |                                    |                                    |  |  |                               |                               |                               |                               |                               |                               |  |  |                                     |                                     |                                     |                                     |                                     |                                     |  |  | Frans Francken III. (1607–1667) | Frans Francken III. (1607–1667) | Frans Francken III. (1607–1667) | Frans Francken III. (1607–1667) | Frans Francken III. (1607–1667) | Frans Francken III. (1607–1667) |  |  | Hieronymus Francken III. (1611–po 1661) | Hieronymus Francken III. (1611–po 1661) | Hieronymus Francken III. (1611–po 1661) | Hieronymus Francken III. (1611–po 1661) | Hieronymus Francken III. (1611–po 1661) | Hieronymus Francken III. (1611–po 1661) |  |  | Ambrosius Francken III. (1614–1662) | Ambrosius Francken III. (1614–1662) | Ambrosius Francken III. (1614–1662) | Ambrosius Francken III. (1614–1662) | Ambrosius Francken III. (1614–1662) | Ambrosius Francken III. (1614–1662) |                                 |                                 |                                 |                                 |  |  |
|  |  |  |  |  |  |                                    |                                    |                                    |                                    |                                    |                                    |  |  |                               |                               |                               |                               |                               |                               |  |  |                                     |                                     |                                     |                                     |                                     |                                     |  |  |                                 |                                 |                                 |                                 |                                 |                                 |  |  |                                         |                                         |                                         |                                         |                                         |                                         |  |  |                                     |                                     |                                     |                                     |                                     |                                     |                                 |                                 |                                 |                                 |  |  |
|  |  |  |  |  |  |                                    |                                    |                                    |                                    |                                    |                                    |  |  |                               |                               |                               |                               |                               |                               |  |  |                                     |                                     |                                     |                                     |                                     |                                     |  |  |                                 |                                 |                                 |                                 |                                 |                                 |  |  |                                         |                                         |                                         |                                         |                                         |                                         |  |  |                                     |                                     |                                     |                                     |                                     |                                     |                                 |                                 |                                 |                                 |  |  |
|  |  |  |  |  |  |                                    |                                    |                                    |                                    |                                    |                                    |  |  |                               |                               |                               |                               |                               |                               |  |  |                                     |                                     |                                     |                                     |                                     |                                     |  |  |                                 |                                 |                                 |                                 |                                 |                                 |  |  | Constantijn Francken (1661–1717)        |                                         |                                         |                                         |                                         |                                         |  |  |                                     |                                     |                                     |                                     |                                     |                                     |                                 |                                 |                                 |                                 |  |  |
|  |  |  |  |  |  |                                    |                                    |                                    |                                    |                                    |                                    |  |  |                               |                               |                               |                               |                               |                               |  |  |                                     |                                     |                                     |                                     |                                     |                                     |  |  |                                 |                                 |                                 |                                 |                                 |                                 |  |  |                                         |                                         |                                         |                                         |                                         |                                         |  |  |                                     |                                     |                                     |                                     |                                     |                                     |                                 |                                 |                                 |                                 |  |  |